# Sergej Salnikov
Sergej Sergejevitj Salnikov (ryska: Сергей Сергеевич Сальников), född 13 september 1925 i Krasnodar, död 9 maj 1984 i Moskva, var en sovjetisk fotbollsspelare (anfallare) och tränare. 
Salnikov debuterade i det sovjetiska landslaget i en vänskapsmatch mot Sverige 1954. Han var en del av det sovjetiska fotbollslandslag som blev olympiska mästare vid sommarspelen i Melbourne 1956, och gjorde två mål i kvartsfinalen mot Indonesien. Salnikov spelade även för Sovjetunionen vid fotbolls-VM i Sverige 1958. Under sin karriär i det sovjetiska landslaget, som sträckte sig mellan 1954 och 1958, spelade han totalt 20 landskamper och sköt 11 mål.